# Аппиа, Квеси
Квеси Аппиа (англ. Kwesi Appiah; род. 12 августа 1990[…], Камберуэлл, Большой Лондон) — английский и ганский футболист, нападающий клуба «Кроли Таун». Выступает на правах аренды за «Колчестер Юнайтед».

## Карьера

### Ранняя карьера
Родился в столице Великобритании Лондоне. Аппиа начинал заниматься футболом в академии клуба Эббсфлит Юнайтед. Был переведён в первую команду в августе 2008 года. Забил первый гол за клуб 20 сентября 2008 года в матче против клуба «Уокинг».
В октябре 2008 года подписал контракт на 3,5 года с командой «Питерборо Юнайтед». Квеси был отдан в аренду в «Уэймут» в феврале 2009 года, дебютировал в матче против клуба «Йорк Сити». Квеси получил травму лодыжки, которую он получил после матча с клубом «Олтрингем». Аппиа вернулся в Питерборо 20 марта. Он провёл несколько матчей за клуб «Кингс-Линн», до того, как клуб распался, 19 января 2010 года был отдан в аренду на месяц в клуб «Кеттеринг Таун».
Аппиа перешёл в клуб «Брэкли Таун» в 2010 году. 25 июля 2011 года перешёл в клуб «Маргейт», заключив контракт на 2 года. После его отличного выступления за этот клуб, Квеси был замечен рядом сильных клубов. 16 января 2012 года, Аппиа был близок к переходу в клуб «Блэкпул», но сам Квеси не перешёл в клуб, так как хотел играть в Лондоне. Всего за «Маргейт» Аппиа сыграл 35 матчей и забил 34 гола.

### «Кристал Пэлас»
31 января 2012 года перешёл в клуб «Кристал Пэлас». 28 января 2013 года был отдан в аренду в клуб Первой Футбольной лиги «Йовил Таун» на 1 месяц. Дебютировал в матче против клуба «Милтон-Кинс Донс», выйдя на замену. 13 сентября 2013 года был отдан в аренду в клуб «Кембридж Юнайтед», за который сыграл 14 матчей и забил 10 голов.
21 января 2014 года, Квеси был отдан в аренду в клуб «Ноттс Каунти» на 1 месяц.
27 марта 2014 года был отдан в аренду в клуб «Уимблдон» на срок до конца сезона 2013/14. Забил первый гол в матче против клуба «Ньюпорт Каунти».
Аппиа возвратился в «Кембридж Юнайтед» 10 июля 2014 года сроком на 6 месяцев. Забил 6 голов в 19 матчах.
26 марта 2015 года был отдан в аренду в клуб «Рединг» до конца сезона 2014/15.

## Международная карьера
Аппиа мог выступать за Англию или за Гану. 24 декабря 2014 года был призван для участия в отборе на Кубок африканских наций 2015. Дебютировал 27 января 2015 года в матче против ЮАРа, забил первый гол в матче против Гвинеи.

## Статистика

### Международная
| Национальная сборная | Год   | Матчи | Голы |
| -------------------- | ----- | ----- | ---- |
| Гана                 | 2015  | 6     | 1    |
| Всего                | Всего | 6     | 1    |